# Districtul Steyr-Land
Districtul politic Steyr-Land este situat în Traunviertel, Oberösterreich la granița cu Niederösterreich.

## Administrație
Districtul cuprinde 20 de comunități din care un oraș și șase târguri (în paranteză numărul de locuitori).

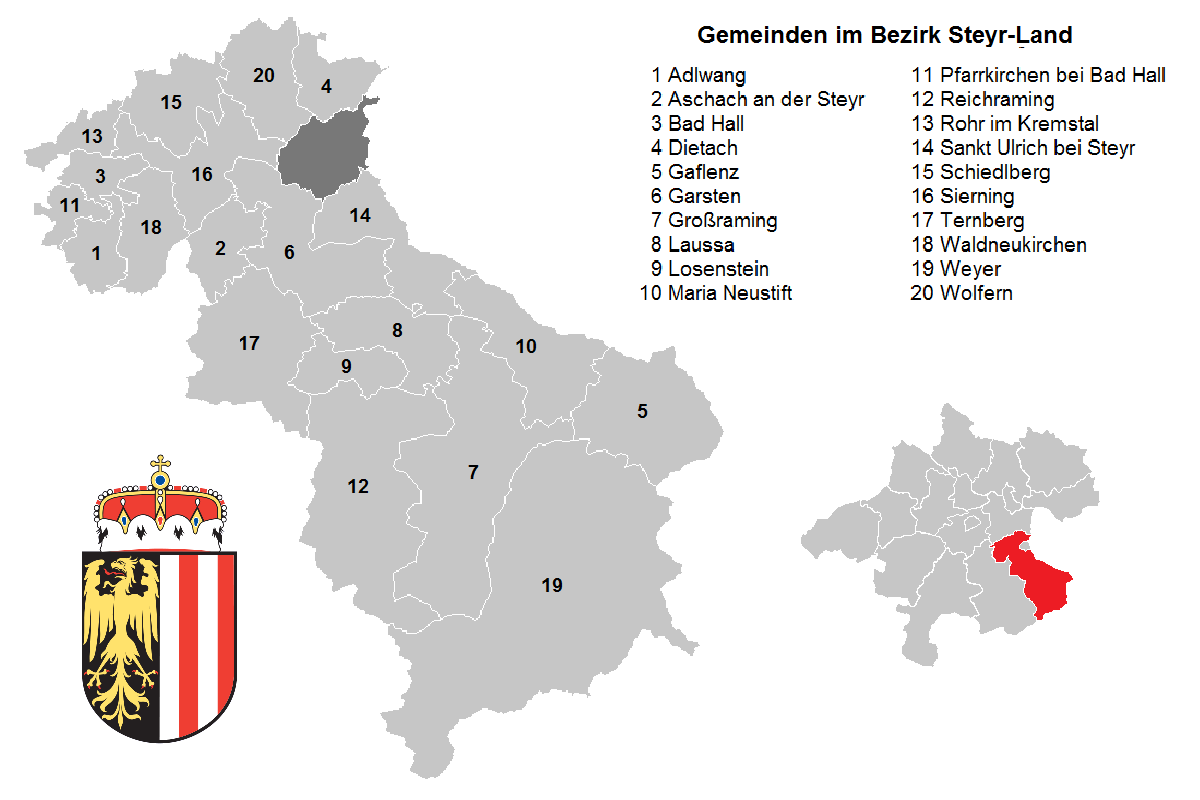
Localităţile din Districtul Steyr-Land

| Orașe - Bad Hall (4.793) Târguri - Gaflenz (1.840) - Garsten (6.639) - Sierning (9.050) - Ternberg (3.340) - Weyer (4.445) - Wolfern (2.935) | Comune - Adlwang (1.704) - Aschach an der Steyr (2.205) - Dietach (2.677) - Großraming (2.721) - Laussa (1.329) - Losenstein (1.687) - Maria Neustift (1.636) - Pfarrkirchen bei Bad Hall - Reichraming (2.147) - Rohr im Kremstal (1.844) - Schiedlberg (1.245) - Sankt Ulrich bei Steyr (3.081) - Waldneukirchen (2.207) |